# Flaggen und Wappen der Bundesstaaten Mexikos
Diese Liste zeigt und erläutert die Flaggen und Wappen der Bundesstaaten Mexikos.

## Gestaltung
Die Flaggen führen das Wappen der jeweiligen Provinzen in ihrer Mitte. Mit Ausnahme von Jalisco und Tlaxcala liegen alle Wappen auf weißem Grund.

## Liste
| Karte | Wappen | Flagge | Bundesstaat                       | Anmerkungen |
| ----- | ------ | ------ | --------------------------------- | --- |
|       |        |        | Aguascalientes                    | Lateinisches Motto: Terra bona, aqua clarus, cielus clarus, gens bona., („Gute Erde, klares Wasser, klarer Himmel und gute Leute“) |
|       |        |        | Baja California                   | |
|       |        |        | Baja California Sur               | |
|       |        |        | Campeche                          | |
|       |        |        | Chiapas                           | |
|       |        |        | Chihuahua                         | |
|       |        |        | Coahuila                          | |
|       |        |        | Colima                            | . |
|       |        |        | Durango                           | |
|       |        |        | Guanajuato                        | |
|       |        |        | Guerrero                          | |
|       |        |        | Hidalgo                           | |
|       |        |        | Jalisco                           | |
|       |        |        | México                            | |
|       |        |        | Distrito Federal (Bundesdistrikt) | |
|       |        |        | Michoacán                         | |
|       |        |        | Morelos                           | |
|       |        |        | Nayarit                           | |
|       |        |        | Nuevo León                        | |
|       |        |        | Oaxaca                            | |
|       |        |        | Puebla                            | |
|       |        |        | Querétaro                         | |
|       |        |        | Quintana Roo                      | |
|       |        |        | San Luis Potosí                   | |
|       |        |        | Sinaloa                           | |
|       |        |        | Sonora                            | |
|       |        |        | Tabasco                           | |
|       |        |        | Tamaulipas                        | |
|       |        |        | Tlaxcala                          | |
|       |        |        | Veracruz                          | |
|       |        |        | Yucatán                           | |
|       |        |        | Zacatecas                         | |